# كولوميرا
قلمبرة أو قلنبيرة (بالإسبانية: Colomera) (نقحرة: كولوميرا) هي بلدية تقع في مقاطعة غرناطة التابعة لمنطقة أندلوسيا جنوب إسبانيا.

## الديموغرافيا
بلغ عدد سكان بلدية قلنبيرة 1.507 نسمة عام 2011 (وفقاً للمعهد الوطني الإسباني للإحصاء).
| 1.708 | 1.664 | 1.614 | 1.498 | 1.588 | 1.568 | 1.507 |

## أعلام
- ميغيل أنخيل مارتينيز توريس